# Затишье (Черниговская область)
Зати́шье (укр. Затишшя) – село, расположенное на территории Бобровицкого района Черниговской области (Украина).
Население составляет 61 житель (2006 год). Плотность населения — 161,8 чел/кв.км.
Впервые упоминается в 1924 году.
Село Затишье находится примерно в 8 км к востоку от центра города Бобровица. Средняя высота населённого пункта — 137 м над уровнем моря. Село находится в зоне умеренно континентального климата.
Национальный состав представлен преимущественно украинцами, конфессиональный состав — христианами.